# Estádio Comendador Joaquim de Almeida Freitas
O Estádio Comendador Joaquim de Almeida Freitas localiza-se na vila de Moreira de Cónegos, concelho de Guimarães e distrito de Braga, em Portugal. Pertence e é utilizado pelo Moreirense Futebol Clube. Pode albergar 6 150 espectadores, e o seu arquiteto foi o Engenheiro Portilha.
O Estádio foi construído em 2002, na sequência de duas promoções consecutivas que levaram o Moreirense à Primeira Liga portuguesa. Contudo, logo após a abertura, foi fechado por questões de segurança, mas logo depois foi liberado novamente para partidas de futebol profissional.
Em 2025 foi divulgado que a equipa de futebol vai construir um novo estádio, com lotação para 10 mil espetadores, acompanhado por 500 lugares de estacionamento privado e três mil de estacionamento público que deverá estar pronto em 2030 e deverá custar cerca de 16 milhyões de euros. A SAD vai continuar a utilizar o Estádio Comendador Joaquim de Almeida Freitas para treinos e para jogos da ambicionada equipa B ou equipa de sub-23.